# Barrage de Kokaral
Le barrage de Kokaral ou de Kok-Aral est construit dans l'ancienne mer d'Aral afin de maintenir un certain niveau dans la Petite mer d'Aral qui n'est que la partie nord de ce qu'il reste de cette mer. La construction du barrage actuel s'est achevée en août 2005.

## Contexte
La raison principale de la construction du barrage est l'assèchement important de la mer d'Aral, à cause du débit de plus en plus faible de l'Amou Daria (au sud) et du Syr Daria (au nord).
Sur ordre de Joseph Staline en 1950, une population importante, par déportation massive, est mise en place pour mener à bien son projet : un gigantesque chantier agricole. L'URSS ayant une forte exigence de production, un million de tonnes de coton est cultivé chaque année de 1960 à 1970, prélevant 60 % du débit des deux fleuves. L'eau arrivant dans la mer d'Aral est ainsi passée de 55 à 7 millions de mètres cubes d'eau annuellement, ce qui a fortement réduit cette mer. La situation géopolitique de la mer, placée entre différents pays, ne permet pas de trouver un accord.
Un projet est finalement mis en place par le gouvernement kazakh et la Banque mondiale en 2001 par la construction d'un barrage dont le but est de faire remonter le niveau de l'eau, d'éliminer l'excès de sel (en utilisant des déversions[pas clair]) qui créent des dégâts dans les villages aux alentours (Aralsk, Mouyak) abîmant ainsi la faune, la flore et le patrimoine culturel, de permettre de remettre en place des poissons et une activité de pêche.

## Construction

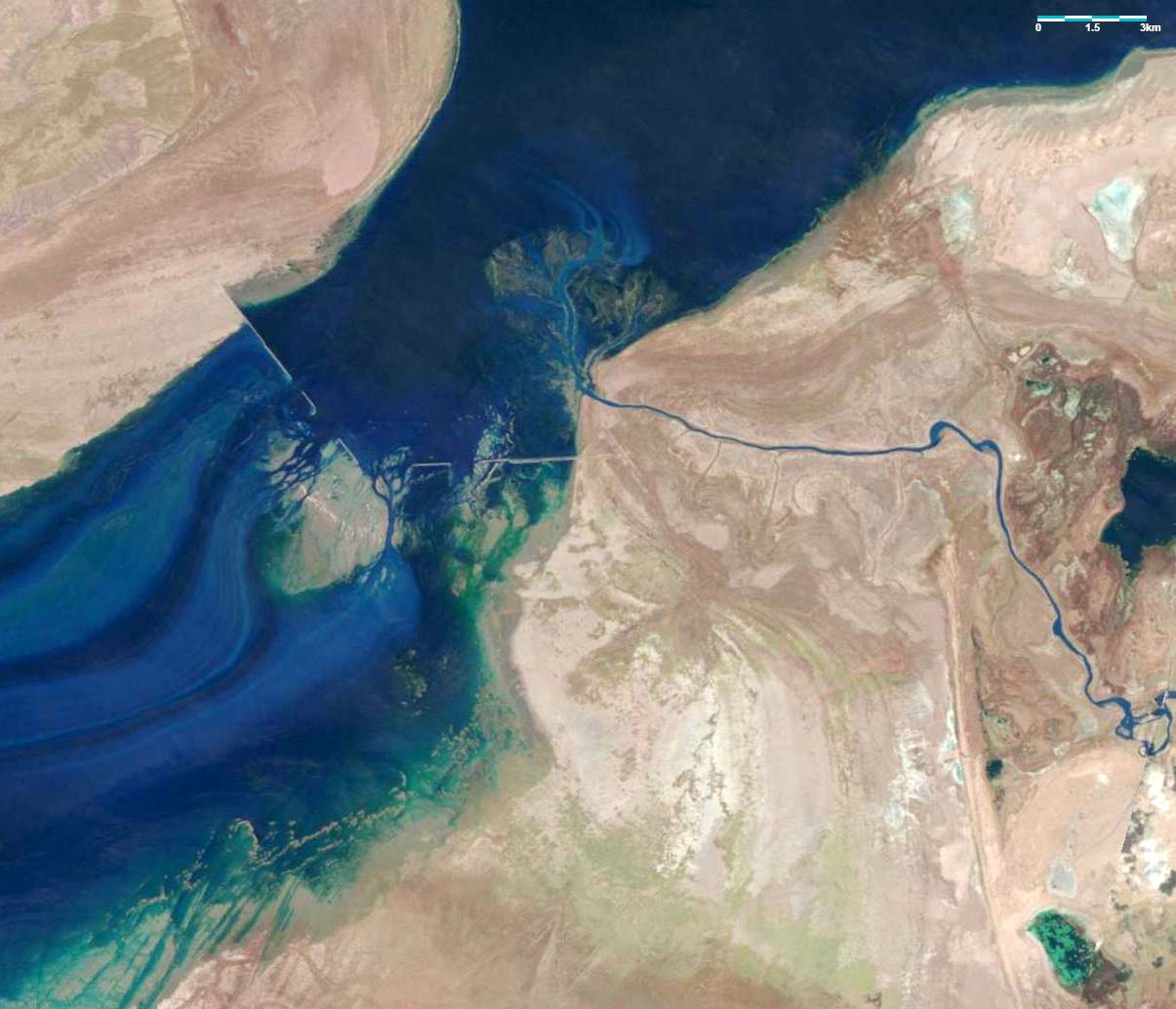
La rupture du premier barrage est visible sur cette image satellite du 30 avril 1999.

Le barrage est construit dans la partie nord de l'ancienne mer d'Aral, à l'est de l'île de Kok-Aral. Pour des raisons financières, le projet n'ayant que 2,5 millions de dollars de financement, la digue a d'abord été montée avec des sacs de sable et des roseaux. Sa construction débute en 1995, et est achevée en 1996. Elle est cependant fragile, et cède sur plusieurs kilomètres lors des tempêtes de printemps, en avril 1999,. Cependant, elle a permis l'élévation du niveau de la mer de plusieurs mètres, attirant l'attention des bailleurs de fonds.
Le barrage actuel, en béton, est financé en grande partie par la Banque mondiale, ainsi que par le gouvernement kazakh, pour un coût total de 85,8 millions de dollars. L'ouvrage est long de 13 ou 14 km, sa construction a commencé en 2003 et s'est achevée à l'été 2005,,. Il comporte un déversoir, permettant de laisser couler le trop-plein d'eau dans la Grande Aral du Sud, notamment lors des tempêtes.

## Conséquences
Depuis la construction du barrage, le niveau de la Petite mer d'Aral est remonté et celle-ci a reconquis 50 % de sa surface. Dépassant largement les analyses qui prévoyaient que les effets mettraient au moins trois ans à être visibles, le niveau de la mer est remonté de trois mètres en seulement sept mois, puis la hauteur d'eau est passée de +30 m, son niveau avant la construction du barrage, à +38 m en mai 2006, puis +42 mètres, la hauteur maximale du barrage, dès 2009. Le barrage a permis à la population de revenir progressivement et de se réinstaller dans certains villages de pêcheurs. La pêche a repris son activité ainsi que la vente de poissons, les prises ayant été multipliées par 6 en 10 ans, dépassant les 7 000 tonnes en 2016, et 8 500 tonnes en 2019. Le niveau de salinité est passé de 30 à 8 grammes par litre, permettant le retour d'une vingtaine d'espèces de poissons d'eau douce. Les roseaux et les oiseaux migrateurs sont revenus sur les rives du lac. Le volume d'eau est passé de quinze à vingt-sept milliards de mètres cubes.

### Perspectives
Un dispositif acoustique d'effarouchement des poissons en approche du barrage est mis en place, afin d'éviter que ceux-ci ne le passent et se perdent dans la grande mer d'Aral.
Un projet de rehausse de 6 m a été présenté par le président Noursoultan Nazarbaïev, ce qui permettrait à l'industrie de la pêche de retrouver son niveau d'avant la catastrophe, et à la ville d'Aralsk de redevenir un port. Ce projet estimé à 120 millions de dollars (98 millions d'euros) serait financé principalement par les revenus du pétrole du Kazakhstan. Ce projet prévoit également le détournement du lit du Syr-Daria, la construction d'un pont et de nouvelles structures pour exploiter l’énergie hydroélectrique. Les conséquences attendues sont une baisse de la salinité et un doublement ou triplement de la production de poissons. Le projet devrait également permettre d'irriguer 63 000 ha de terres agricoles et 250 000 ha de pâtures. De plus, 15 000 personnes seront protégées des inondations. Les travaux du projet abrégé en « РРССАМ-2 », devaient débuter en 2018. Cependant, à la suite de retards dans le financement de la Banque mondiale, le gouvernement kazakh décide fin 2019 de commencer le projet sur ses propres fonds. En 2020, les travaux n'ont pas commencé. Le manque de coopération entre le Kazakhstan et l'Ouzbékistan est pointé du doigt. La pandémie de Covid-19 et la crise économique sont également en cause. La fonte rapide des glaciers due au réchauffement climatique et l'effondrement d'un barrage mal construit à Sardoba font peser des craintes sur le manque d'entretien du barrage de Kokaral.
Pour l'aval de la mer, au sud, la trop forte évaporation et l'arrivée d'eau insuffisante ne permettent pas le maintien d'une étendue d'eau libre. Les autorités kazakhes privilégient la mise en place d'une zone marécageuse, avec cours d'eau, roselières et prairies inondables.